# Åsa Plesner
Åsa Maria Linnéa Plesner, född 14 september 1982, är en svensk forskare, författare och skoldebattör. Tillsammans med Marcus Larsson driver hon sedan 2017 Tankesmedjan Balans. Hon har arbetat som administrativ chef inom grundskolan. Hon träffade Larsson via Twitter, där de diskuterade skolpolitik. Plesner och Larsson publicerade 2019 boken De effektiva om den ekonomiska styrningen av skolan efter att ha granskat 290 svenska kommunbudgetar.
Sedan september 2021 är Plesner doktorand i redovisning vid Företagsekonomiska institutitonen, Stockholms universitet.